# Марион Сентер (Пенсилванија)
Марион Сентер (енгл. Marion Center) град је у америчкој савезној држави Пенсилванија.

## Демографија
По попису из 2010. године број становника је 451, што је 0 (0,0%) становника више него 2000. године.
| Група             | 2000.        | 2010.       |
| Белци             | 451 (100,0%) | 446 (98,9%) |
| Афроамериканци    | 0 (0,0%)     | 2 (0,4%)    |
| Азијати           | 0 (0,0%)     | 1 (0,2%)    |
| Хиспаноамериканци | 0 (0,0%)     | 0 (0,0%)    |
| Укупно            | 451          | 451         |